# Тростянецька волость (Охтирський повіт)
Тростянецька волость — історична адміністративно-територіальна одиниця Охтирського повіту Харківської губернії.
Станом на 1885 рік складалася з 23 поселень, 12 сільських громад. Населення — 10007 осіб (4995 осіб чоловічої статі та 5012 — жіночої), 1740 дворових господарств.
|                     | Площа, десятин | У тому числі орної, дес. |
| ------------------- | -------------- | ------------------------ |
| Сільських громад    | 10758          | 8559                     |
| Приватної власності | 11416          | 4667                     |
| Іншої власності     | 408            | 197                      |
| Загалом             | 22582          | 13423                    |

Основні поселення волості станом на 1885:
- Тростянець — колишнє власницьке село при річці Боромля за 20 верст від повітового міста, 2321 особа, 425 дворів, православна церква, школа, лікарня, залізнична станція, поштова станція, 3 постоялих будинки, 6 лавок, базари по суботах, 3 ярмарки на рік. За 3 версти — винокурний завод. За 1½ версти — цегельний завод. За 2 версти — бурякоцукровий завод. За 5 верст — селітровий завод.
- Білка — колишнє власницьке село при річці Боромля, 2635 осіб, 442 двори, 2 православні церкви, школа, лавка, базари по суботах, 4 ярмарки на рік.
- Микитівка — колишнє власницьке село при річці Боромля, 734 особи, 124 двори, православна церква.
- Радомля — колишнє власницьке село при річці Радомля, 174 особи, 23 двори, православна церква.
- Смородине — колишнє власницьке село при річці Боромля, 777 осіб, 132 двори.

Найбільші поселення волості станом на 1914 рік:
- село Тростянець — 4568 мешканців;
- село Смородине — 1445 мешканців.

Старшиною волості був Бугай Стефан Якович, волосним писарем — Кропивченко Петро Миколайович, головою волосного суду — Герасіменко Кіндрат Панасович.